# Guidimouni
Guidimouni (auch: Gadamouni) ist eine Landgemeinde im Departement Damagaram Takaya in Niger.

## Geographie

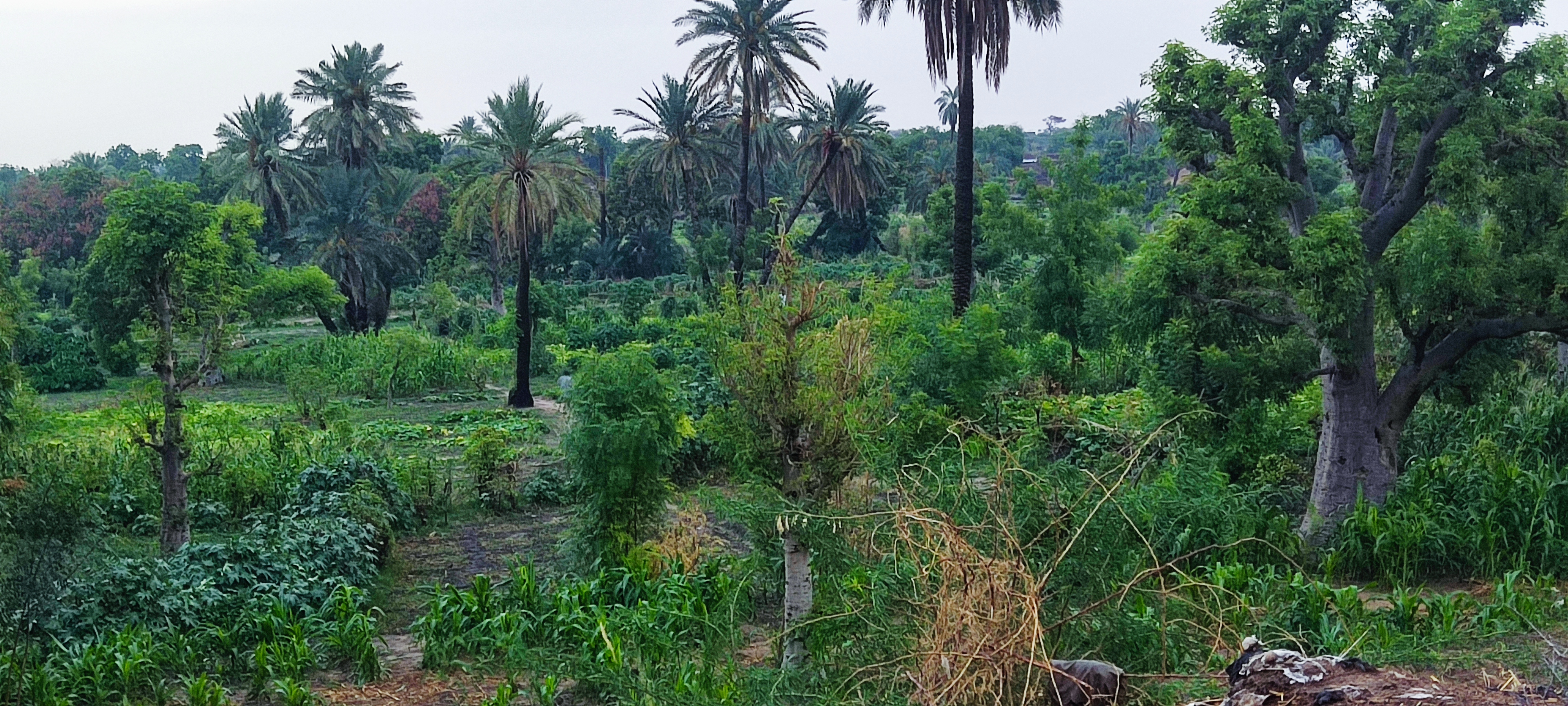
Landschaft in der Gemeinde Guidimouni (2024)

Guidimouni befindet sich in der Sahelzone. Die Nachbargemeinden sind Mazamni im Norden, Damagaram Takaya im Nordosten, Guidiguir im Südosten, Gouchi im Süden, Hamdara im Südwesten und Zermou im Nordwesten. Bei den Siedlungen im Gemeindegebiet handelt es sich um 45 Dörfer, 161 Weiler und 16 Lager. Der Hauptort der Landgemeinde ist das Dorf Guidimouni. Es hat den Charakter einer Oase und liegt auf einer Höhe von 419 m am Guidimouni-See, der seit 2019 als 338,4 Hektar großes Feuchtgebiet von internationaler Bedeutung nach der Ramsar-Konvention ausgewiesen ist. An der Grenze zur Gemeinde Damagaram Takaya erstreckt sich der See Mare de Lassouri, dessen 34.000 Hektar großes Feuchtgebiet seit 2005 nach der Ramsar-Konvention unter Schutz steht.

## Geschichte
Die Ortschaft wurde der Überlieferung nach im 10. Jahrhundert von Kanuri aus Bornu besiedelt. Ende des 19. Jahrhunderts boten die Märkte von Guidimouni und weiteren Dörfern in der Region dem in der Stadt Zinder ansässigen bedeutenden Händler Malan Yaroh jene Handwerksprodukte, Pelze, Tierhäute und Henna, die er für den Transsaharahandel benötigte.

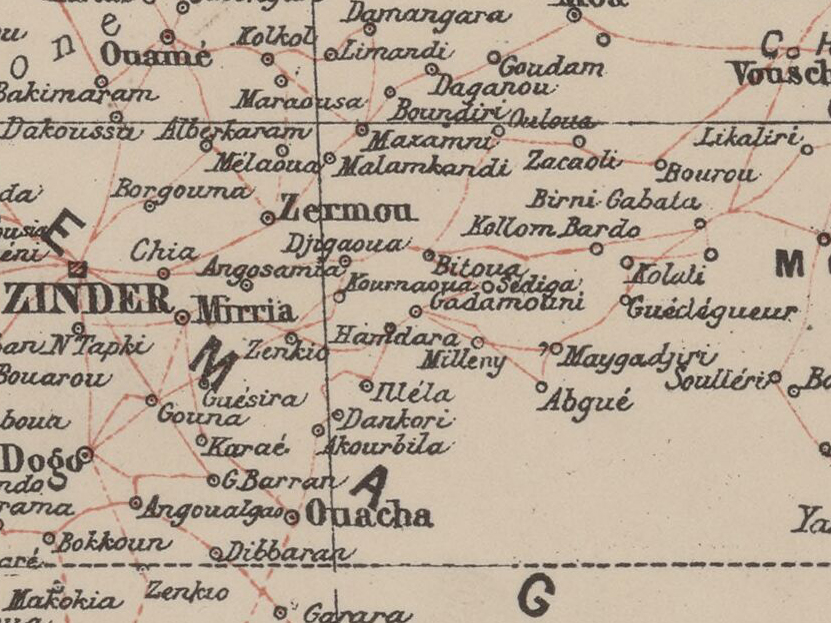
Ausschnitt einer Karte von 1903 mit Guidimouni (Gadamouni) im Zentrum

Die französische Kolonialverwaltung richtete Anfang des 20. Jahrhunderts einen Kanton in Guidimouni ein und gestattete die Abhaltung des kleinen Marktes. Im Jahr 1932 wurde dem Kanton das Gebiet des aufgelösten Kantons Mazamni angeschlossen. In den 1920er Jahren galt die durch Guidimouni führende und 1375 Kilometer lange Piste von Niamey nach N’Guigmi als einer der Hauptverkehrswege in der damaligen Kolonie Niger. Sie war in der Trockenzeit bis Guidimouni und wieder ab Maïné-Soroa von Automobilen befahrbar. Gleichfalls bedeutend war die durch Guidimouni führende 378 Kilometer lange Piste für Reiter zwischen den Orten Maïné-Soroa und Zinder.
Im Zuge einer landesweiten Verwaltungsreform gingen 2002 aus dem Kanton Guidimouni die Landgemeinden Goudimouni und Mazamni hervor. Seit 2011 gehören beide Landgemeinden nicht mehr zum Departement Mirriah, sondern zum neugegründeten Departement Damagaram Takaya. Starke Niederschläge am 16. und 17. Juli 2022 verursachten in der Region Zinder schwere Überschwemmungen mit Todesopfern und Sachschäden. Davon war auch Guidimouni betroffen, wo eine Niederschlagshöhe von 125 mm gemessen wurde. In der Nachbargemeinde Hamdara wurde ein Rekord von 252 mm innerhalb weniger Stunden verbucht.

## Bevölkerung
Bei der Volkszählung 2012 hatte die Landgemeinde 69.587 Einwohner, die in 11.013 Haushalten lebten. Bei der Volkszählung 2001 betrug die Einwohnerzahl 38.923 in 7317 Haushalten.
Im Hauptort lebten bei der Volkszählung 2012 15.326 Einwohner in 2424 Haushalten, bei der Volkszählung 2001 9439 in 1772 Haushalten und bei der Volkszählung 1988 6191 in 1128 Haushalten.
In ethnischer Hinsicht ist die Gemeinde ein Siedlungsgebiet von Damagarawa, Fulbe und Iklan. In Guidimouni leben außerdem Angehörige der vor allem Agropastoralismus betreibenden Kanuri-Untergruppe Dagra.

## Politik
Der Gemeinderat (conseil municipal) hat 19 gewählte Mitglieder. Mit den Kommunalwahlen 2020 sind die Sitze im Gemeinderat wie folgt verteilt: 10 PNDS-Tarayya, 5 RDR-Tchanji, 2 ARD-Adaltchi Mutunchi, 1 MPN-Kiishin Kassa und 1 RPP-Farilla.
Jeweils ein traditioneller Ortsvorsteher (chef traditionnel) steht an der Spitze von 40 Dörfern in der Gemeinde, darunter dem Hauptort.

## Wirtschaft und Infrastruktur
Am Markt von Guidimouni wird insbesondere mit Zuckerrohr gehandelt, das bis in die Hauptstadt Niamey verkauft wird. Das staatliche Versorgungszentrum für landwirtschaftliche Betriebsmittel und Materialien (CAIMA) unterhält eine Verkaufsstelle im Hauptort. Die Niederschlagsmessstation im Hauptort liegt auf 370 m Höhe und wurde 1954 in Betrieb genommen.
Gesundheitszentren des Typs Centre de Santé Intégré (CSI) sind im Hauptort und im Dorf Lassouri vorhanden. Das Gesundheitszentrum im Hauptort verfügt über ein eigenes Labor und eine Entbindungsstation. Der CEG Guidimouni ist eine allgemein bildende Schule der Sekundarstufe des Typs Collège d’Enseignement Général (CEG). Beim Centre de Formation aux Métiers de Guidimouni (CFM Guidimouni) handelt es sich um ein Berufsausbildungszentrum.
Durch die Landgemeinde verläuft die Nationalstraße 1, die wichtigste Fernstraße des Landes. Ab 2012 wurde der 870 Kilometer lange Straßenabschnitt bis zur Regionalhauptstadt Zinder saniert.

## Persönlichkeiten
- Hadjia Délou (1938–2020), Schauspielerin und Regisseurin, geboren im Dorf Rigal Sarkin Foulani